# 政教分離法
政教分離法（せいきょうぶんりほう、フランス語: Loi de séparation des Églises et de l'État）は1905年12月9日、フランス共和国（フランス第三共和政）によって公布された、ライシテ（教会と国家の分離の原則、政教分離原則）を規定した法律。これにより、フランスの反教権主義（反カトリック主義）は完成し、国家の宗教的中立性・無宗教性、信教の自由の保障が図られた。

## 経緯
フランス第三共和政下の1880年代には穏健共和主義者のジュール・フェリーによって初等教育の場で「無償・義務・世俗化」原則を導入するフェリー法を成立させるなど、政教分離と世俗化の政策が推し進められた。フェリーの反教権（反カトリック）的政策は、ローマ教皇によって非難され、フランス国内ではスムーズに受け入れた地域もあったが、信仰心の厚い地域では強い軋轢をもたらし、抵抗のはげしい地域ではしばしば流血事件に発展して小規模な宗教戦争の様相さえ呈した。
1890年代にはいると、共和政と教会との対立抗争はいったん小康状態となった。これは、ローマ教皇レオ13世が「レールム・ノヴァールム」と称される回勅を発して、カトリック教会が近代社会に適応し、同時に資本制がもたらす19世紀の社会問題に正面から向き合うことを初めて表明し、フランスの共和政に対しては従来の「反対」ではなく「ラリマン（加担する）」という政策を打ち出したことも深くかかわっていた。しかし、1894年に端を発したドレフュス事件は国論を二分する冤罪事件へと発展し、今後も自由と民主主義を守っていくかどうか、共和政を今後も存続させていくかどうかをめぐって一大政治闘争の様相を呈した。そうしたなか、保守主義と反ユダヤ主義が結びついた極右勢力も伸張し、反民主主義・反議会主義の主張を劇化させ、1900年5月のパリ市議会選挙では80議席中45議席を獲得するなど、一部ではあるが顕著な成果をあげた。ドレフュス事件を契機にフランス国内で徹底的な政界再編が必要であることが痛感されたのである。

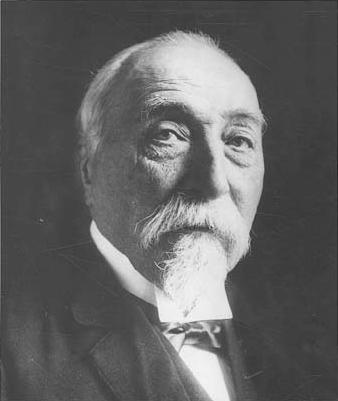
エミール・コンブ

1902年のフランス総選挙は、急進党、民主共和同盟、社会主義者らの「左翼ブロック」の圧勝に終わり、急進共和主義者のエミール・コンブが首相となった。1880年代の「宗教戦争」の旗手はフェリーであったが、1900年代の旗手はコンブであった。

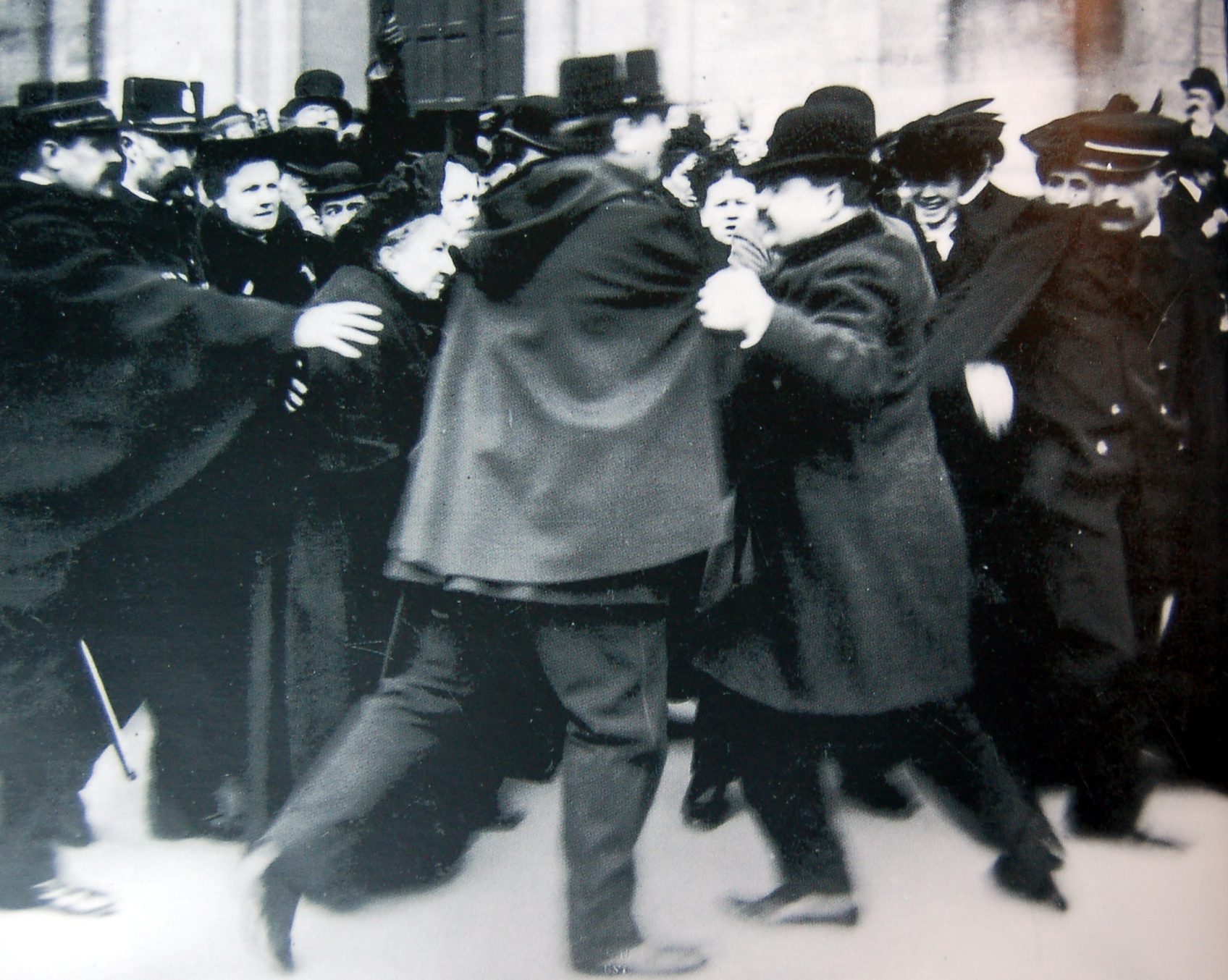
ノートルダム大聖堂前での示威行動（1904年）

教皇庁の「ラリマン」政策に乗じて修道会は復活を遂げていたが、コンブは反教権主義の諸政策を推し進め、就任後まもなく多数の無認可学校と無認可修道会を閉鎖した。前任者ピエール・ワルデック＝ルソーは、無認可修道会の解散令を含む結社法をすでに前年に成立させていたものの緩やかな運用をはかっていたのに対し、コンブは内務大臣と宗教大臣を兼ね、この法律の厳格な適用に踏み切ったのである。1902年に無認可修道系の学校で閉鎖されたのは約3,000、解散を命じられた無認可修道会は300におよび、1903年には、認可申請してきた修道会のうち135会派の申請を却下した。これらの措置によって1880年代同様、2万人におよぶ修道士・修道女が追放された。強制閉鎖にたいする抵抗には軍隊も出動させるなど、反教権政策は苛烈で徹底したものであった。1904年7月には修道会教育基本法を成立させ、認可修道会を含めたすべての修道会士を教団から排除している。これにより、私立学校であっても修道聖職者が教育にかかわることが全面的に禁止された。2,400近い教育施設が閉鎖され、いくつかはベルギーやイタリアなどに移転した。同年、フランスはバチカンとの外交関係を断絶している。信者からは「悪魔」と罵られたコンブであったが、フェリー法に始まった教育の世俗化は法的にはここで完結した。ただし、修道会系の学校は、私立世俗校の体裁で認可を受け、実際には聖職者が運営するというスタイルで、そののちも存続した。

## 政教分離法の制定

モーリス・ルーヴィエ

政教分離法は1904年11月、コンブ内閣によって上程されたが、1905年1月に同内閣は総辞職し、後任のモーリス・ルーヴィエ内閣によって1905年12月9日に成立した。
政教分離法によって、フランス国家および地方公共団体の宗教予算は一切廃止となり、信仰は完全に私的領域に限定されることとなった。聖職者の政治活動は禁止され、宗教的祭儀における公的性格も剥奪された。教会財産の管理と組織運営は信徒会に委ねることとした。これによって、19世紀の政教関係を100年余にわたって規定してきたナポレオン1世とローマ教皇の間で結ばれた1801年のコンコルダ（政教協約）、すなわち、カトリックを「フランス国民の多数の宗教」と認め、フランス革命中にカトリック協会が受けた損害を聖職者に俸給を支払うことによって補償するとした協定は破棄され、16世紀以来続いてきたガリカニスム体制も最終的に解体された。これは、伝統的に国家と強く結びついてきたフランスのカトリック教徒にとっては容易に承認できることではなかったので、翌年の財産目録作成の際にはバリケードをつくるなど激しい抗議行動を展開した。ブルターニュ地域圏のブール＝ブランでは、学校から十字架やキリスト像が取り除かれたと知られると、欠席者が急増したといわれている。ローマ教皇ピウス10世も、1906年2月17日、政教分離法を掠奪法であると称して猛然と非難し、信徒会の結成も否認した。
抗議行動は従来の修道会ではなく教区教会によるものであったため、いっそう過激化・大規模し、前回を上回る激しさで全国的に攻囲戦が展開されたので、政府は軍を派遣せざるをえなくなったが、これには軍の一部からも反発も出たため、政府はそれ以上の強硬策がとれなくなった。1907年には信徒会の設置義務を緩和し、コンブが執念をもやした修道会教育禁止法も厳格な適用が見送られるようになった。こうして政教分離法は一部骨抜きにされた。

## 政教分離法の影響

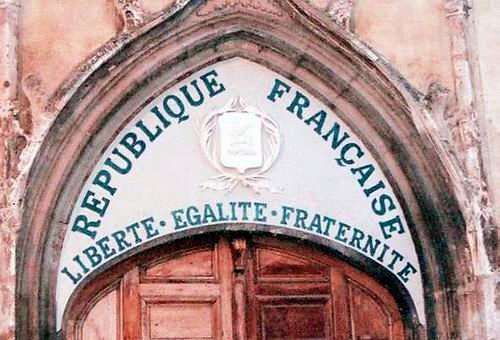
政教分離法を受けて1905年に国有教会のティンパヌムに掲げられた「自由、平等、友愛」（ Liberté, Égalité, Fraternité）の銘

上記のように、政教分離法は骨抜きにされた部分もあったが、しかし、その制度的枠組みがもつ意味は決して軽いものではなかった。この法律により、フランス革命期に始まって1世紀以上におよんだ、共和派とカトリックとの文化統合をめぐる闘争に一応の決着がつき、1905年以降、「ライシテ（laïcité）」の国家原理はナチ占領期の一時期（ヴィシー政権）を除いて、第四共和政を経て第五共和政の現在までフランス共和国の法的枠組みを一貫してかたちづくってきたからである。
「ライシテ」とは、非宗教性、世俗性、政教分離の3要素を内包する概念であり、フランスでは愛国的な共和主義的理念として発展してきた
。1946年の第四共和政憲法では、信教の自由が明記されるとともに、第一条では、フランスが「不可分で、ライックで、民主的で、社会的な共和国である」こと（四原則）を強調しており、1958年の第五共和政憲法でも、人種・宗教による差別の禁止、法の下の平等がいっそう強調されている。
フランス革命以来、共和派がスローガンにしてきた「単一にして不可分な共和国」はすべての中間権力の介在を排除し、万民法のもとに個人を公民として直接的に国家に統合しようという社会システムであったが、共和派にとってはカトリック教会の位階システムは国家内国家そのものだったのである。「議会制とライシテの共和国」こそが、フランス的な国民国家だったのであり、100年にわたる習俗革命の完成であり、国民統合の成果だった。一方、長期的にみれば、教会が国家の統制から離れることもこれにより可能となったのである。
政教分離法およびそのなかのライシテ原則は、共和主義・世俗主義の思潮および信教の自由を保障しようという立場に対し、世界的にも大きな影響力をもった。
ポルトガルでは、1910年10月5日革命によって王政が倒れた。テオフィロ・ブラガによるポルトガル第一共和政はイエズス会などすべての修道会を廃止し、教会財産を没収した。翌1911年には、政教分離法が施行され、ローマ教皇庁と断交した。ポルトガルの新憲法は、ブラジルとフランスのそれを範としたものであった。
ライシテの原則は、1922年のトルコ革命にも影響をあたえた。その過程で生み出されたのが「ライクリッキ（laiklik）」と呼ばれるトルコ共和国（1923年10月29日建国）独自の政教分離原則である。建国の父、ムスタファ・ケマル・アタテュルクはこの原則をフランスのライシテ原則を参考にして形成し、1937年にはこの原則を含む一連の「ケマル主義」を確立させた。ライクリッキ原則は、現行の第三共和政憲法である1982年憲法においても継承されており、そこでは、宗教的自由（第24条第1項）、国家の非宗教性（第24条第4項および第5項）が定められている。
日本国憲法（1946年公布、1947年施行）においても、第20条に、
一 信教の自由は、何人に対してもこれを保障する。いかなる宗教団体も、国から特権を受け、又は政治上の権力を行使してはならない。
三 国及びその機関は、宗教教育その他いかなる宗教的活動もしてはならない。
また、第89条には、
公金その他の公の財産は、宗教上の組織若しくは団体の使用、便宜若しくは維持のため、……これを支出し、又はその利用に供してはならない。
の規定がある。